# International Federation for Housing and Planning
A International Federation for Housing and Planning (IFHP)  é uma rede global de profissionais dos campos de moradia e planejamento urbano. Organiza uma variedade de atividades e cria oportunidades para trocas de conhecimento e experiência. Entre tais atividades, o evento mais preeminente é o congresso anual dedicado a um tema em especial. As línguas oficiais utilizadas pela IFHP são inglês, francês e alemão.

## História
A Federação foi fundada em 1913, por Ebenezer Howard, o pai do modelo "cidade jardim", cujo objetivo é solucionar os problemas da expansão das cidades metropolitanas e criar melhores condições de vida para as pessoas. Howard havia criado, em 1899, a Town and Country Planning Association para promover esses ideais de "cidade jardim", e o estabelecimento da Federação, com seu princípio de troca de conhecimento em escala internacional, foi um passo mais significativo.